# イゲレット・ハ・コデッシュ
『イゲレット・ハ・コデッシュ』（Igeret ha-Kodesh）は、13世紀のスペインのラビであるナフマニデスが書いたとされるユダヤ教文書。名前は「聖なる書簡」を意味する。夫婦間の性行為は神聖なものであると唱えており、性行為の手引書としての一面もある。

## 著者
この書物はナフマニデスが書いたとされることが多いが、詳しいことは分かっておらず、ゲルショム・ショーレムはヨセフ・ギカティラが著者であるとの説を唱えた後に撤回し、13世紀ペルシアのハマダーンのカバリストであるラビ・ヨセフが著者であると主張した。モシェ・イーデルは著者不詳としており、1280年頃に書かれたと推測している。

## 内容
この文書は、男女間の性行為はプレーローマで行われている神性を模倣したものであり、高尚なものであると説いている。性行為は天の秩序を支えるテウルギアの役割を果たしており、性的快楽は神が禁じている罪悪であると思ってはならないと述べている。その他、性行為をするのに適切な時間、食事、霊的な意味、体位とテクニック、双方の満足感などについて教示している。また、どのような性行為をするかが将来の子供の性格を決定すると記述されている。
著者は性器を含む人体もまた神の創造物であり、それ故に人体は忌まわしい物ではないと述べている。

## 背景
この文書は、性に対して禁欲的な教義で知られるラムバム派への対抗として書かれたと目されている。

## 影響
この書物は時代を通して各地のユダヤ人コミュニティに大きな影響を与えた。1546年にバーゼルで印刷されるようになって以降、アムステルダム、クラクフ、アルトナ、ベルリンなどで版を重ねた。